# Le Passage (musikalbum)
Le Passage är det andra studioalbumet av den franska sångaren Jenifer. Det gavs ut den 1 juni 2004 och innehåller 12 låtar.

## Låtlista
| Nr  | Titel                  | Längd |
| --- | ---------------------- | ----- |
| 1.  | Ma Révolution          | 3:34  |
| 2.  | Le Souvenir de ce jour | 3:17  |
| 3.  | C'est de l'or          | 4:14  |
| 4.  | Ose                    | 3:51  |
| 5.  | Pour toi               | 3:41  |
| 6.  | J'en ai assez          | 3:11  |
| 7.  | Comme un yoyo          | 3:48  |
| 8.  | Le passage             | 3:35  |
| 9.  | Celle que tu vois      | 4:17  |
| 10. | Serre-moi              | 3:37  |
| 11. | Chou boup              | 3:30  |
| 12. | De vous à moi          | 3:05  |

## Listplaceringar
| Lista               | Topplacering |
| ------------------- | ------------ |
| Belgien (Vallonien) | 3            |
| Frankrike           | 2            |
| Schweiz             | 16           |